# Wisteria frutescens
Wisteria frutescens là một loài thực vật có hoa trong họ Đậu.

## Lịch sử phân loại
Loài này được Carl Linnaeus mô tả khoa học đầu tiên năm 1753 dưới danh pháp Glycine frutescens. Năm 1818 Thomas Nuttall lập ra chi mới là Wisteria và ghi nhận loài W. speciosa, nhưng dẫn chiếu nó tới G. frutescens của Carl Ludwig Willdenow (1802) và nó cũng chính là G. frutescens của Linnaeus (1753). Năm 1823, Jean Louis Marie Poiret đã đặt ra tên gọi Wisteria frutescens và dẫn chiếu nó tới G. frutescens của Linnaeus (1753). Như thế tên gọi W. speciosa là tên gọi dư thừa, dù được đặt trước W. frutescens.

## Phân bố
Miền trung và đông Hoa Kỳ, bao gồm các bang Alabama, Arkansas, Connecticut, Delaware, Florida, Georgia, Illinois, Indiana, Iowa, Kentucky, Louisiana, Maryland, Massachusetts, Michigan, Mississippi, Missouri, New Jersey, New York, North Carolina, Ohio, Oklahoma, Pennsylvania, Rhode Island, South Carolina, Tennessee, Texas, Virginia, West Virginia.

## Các phân loài
Sự phân chia thành 2 phân loài dưới đây lấy theo Compton et al. (2019).
- Wisteria frutescens subsp. frutescens
- Wisteria frutescens subsp. macrostachya

### W. frutescenssubsp.frutescens
W. frutescens subsp. frutescens có các danh pháp đồng nghĩa sau: Bradburya scandens Raf., 1817, W. frutescens var. albolilacina Dippel, 1893, W. frutescens var. backhouseana (Bosse) André, 1862, W. macrostachya f. albolilacina (Dippel) Rehder, 1926.
Nó là dạng nguyên chủng, tên gọi thông thường trong tiếng Anh gọi là American wisteria (tử đằng Mỹ). Có tại các bang Connecticut, Delaware, Illinois, Indiana, Iowa, Maryland, Massachusetts, Michigan, Missouri, New Jersey, New York, North Carolina, Ohio, Pennsylvania, Rhode Island, Tennessee, Virginia, West Virginia. Cụm hoa là cành hoa dài 8–15 cm; cuống hoa và đài hoa với các lông đơn; các răng đài hoa gần đều, tất cả đều nhọn. Môi trường sống là những khu vực rừng thưa trong các rừng thường xanh vùng đất thấp hoặc ven sông, ở cao độ 0-650 m.

### W. frutescenssubsp.macrostachya
Trước năm 2019 được ghi nhận như là loài Wisteria macrostachya. Tên gọi thông thường trong tiếng Anh là Kentucky wisteria (tử đằng Kentucky).
W. frutescens subsp. macrostachya (Torr. & A.Gray) J.Compton & Schrire, 2019 có các danh pháp đồng nghĩa như sau: Bradlea macrostachys (Torr. & A.Gray) Small, 1901, Kraunhia macrostachys (Torr. & A.Gray) Small, 1898, W. frutescens var. macrostachya Torr. & A.Gray, 1838, W. macrostachya (Torr. & A.Gray) Nutt. ex B.L.Rob. & Fernald, 1908, Diplonyx elegans Raf., 1817, Thyrsanthus floridana Croom, 1834.
Có tại các bang Alabama, Arkansas, Florida, Georgia, Kentucky, Louisiana, Mississippi, Oklahoma, South Carolina, Tennessee, Texas và nói chung là xa hơn về phía nam so với dạng nguyên chủng. Cụm hoa là cành hoa dài (8 –)10–30 cm; cuống hoa và đài hoa được các lông đơn và lông tuyến hình chùy che phủ ở mặt ngoài; môi trên của đài hoa với các răng nhọn trong khi các răng của môi dưới thì dài hơn và nhọn thon.

## Mô tả

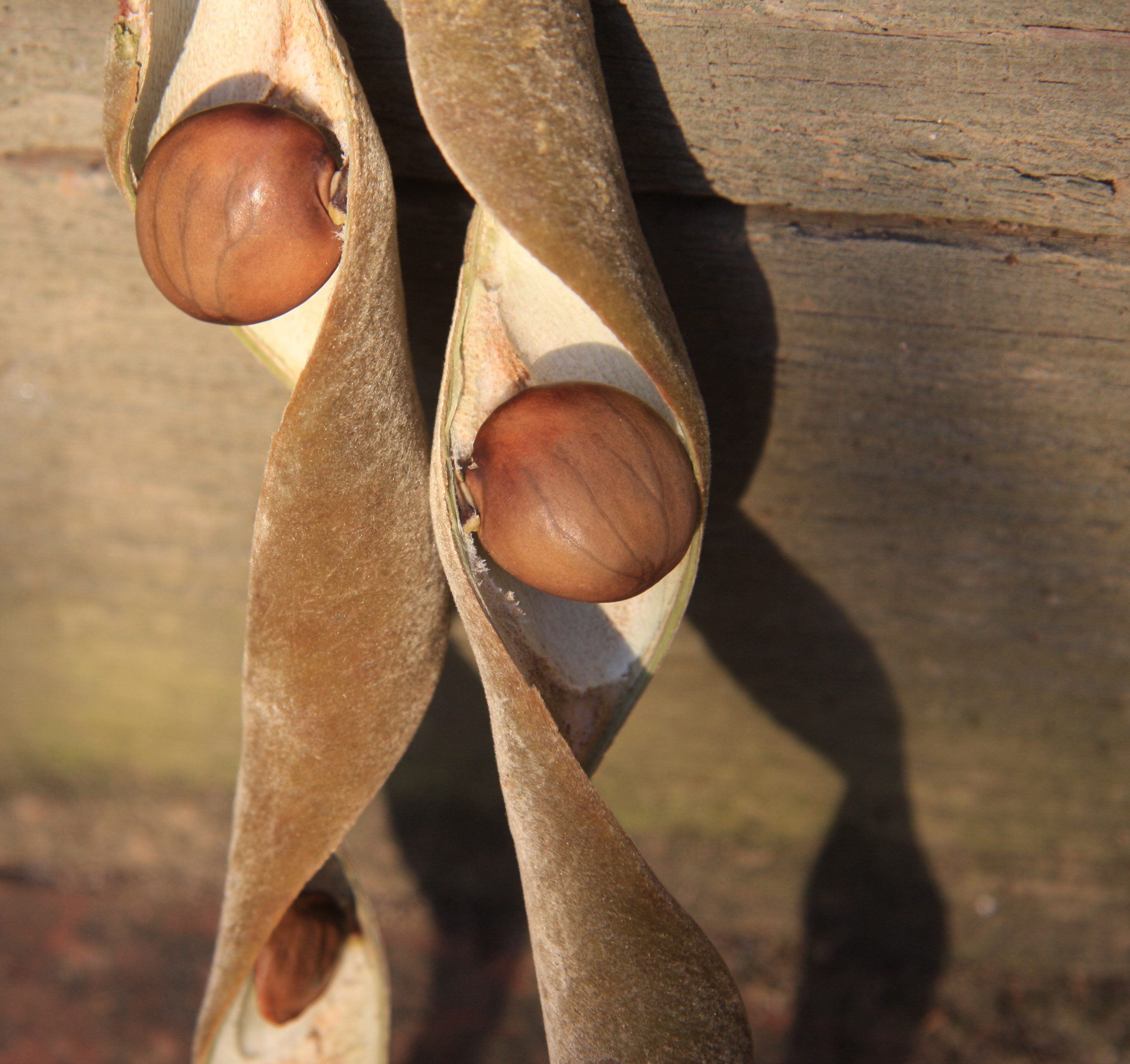
Các hạt của W. frutescens trong mỗi mảnh vỏ.

Tử đằng Mỹ có thể phát triển dài tới 15 m trên nhiều giá đỡ khác nhau, thông qua thân cây to khỏe và xoắn ngược chiều kim đồng hồ. Nó tạo ra các cụm hoa dày đặc có màu tía lam, 2 môi, các hoa rộng 2 cm (0,75 inch) trên các cành hoa dài 8–15 cm (3,15–6 inch) vào cuối mùa xuân đến đầu mùa hè. Chúng là những cành hoa nhỏ nhất do bất kỳ loài Wisteria nào sinh ra. Mặc dù chưa bao giờ được ưa chuộng trong làm vườn vì đặc điểm này, nhưng nhiều nghệ nhân cây cảnh đã sử dụng tử đằng Mỹ vì những bông hoa có kích thước dễ quản lý của nó và nó là quyến rũ trong vai trò của một loại cây dây leo có hoa trong đồng rừng.
Tán lá bao gồm các lá kép lông chim màu xanh lục sẫm, bóng, dài 10–30 cm (4–12 inch). Các lá gồm 9-15 lá chét thuôn dài, mỗi lá chét dài 2–6 cm (0,75–2,25 inch). Nó tạo ra nhiều quả đậu dài 5–10 cm (2–3,88 inch) chứa hạt trông gióng hạt đậu nhưng có độc. Quả thuần thục trong mùa hè và tồn tại đến mùa đông; quả xoắn và có màu nâu ánh lục khi non, chuyển thành màu nâu bóng và nhẵn khi khô. Hạt to, màu nâu. Tử đằng Mỹ ưa đất ẩm. Nó được coi là cây chịu bóng râm, nhưng chỉ ra hoa khi được chiếu nắng một phần hoặc toàn bộ. Nó phát triển tốt nhất trong các khu vực có độ chịu lạnh thực vật của USDA là từ 5 tới 9.
Tử đằng Kentucky sinh ra những bông hoa có mùi thơm nhẹ, màu từ tía ánh lam đến trắng trong các cành hoa dài 15–30 cm (6–12 in), đạt mức trung bình chiều dài cành hoa nói chung đối với chi Wisteria.
Một số đặc điểm phân biệt tử đằng Mỹ với các loài họ hàng của nó ở châu Á. Nó chỉ cao bằng 2/3, các cành hoa của nó dài bằng 1/2 (ngắn nhất trong chi Tử đằng), và thời gian nở hoa của nó đôi khi ngắn hơn nhiều loài châu Á. Hoa của nó không thơm, và vỏ quả đậu của nó mịn chứ không mượt như nhung khi thuần thục.
Tử đằng Mỹ rất giống với tử đằng Kentucky, nên trong quá khứ có lúc chúng được coi là các loài khác biệt, nhưng cũng có thời gian thì tử đằng Kentucky được coi là một thứ (variety) của tử đằng Mỹ; nhưng tử đằng Kentucky phát triển hơi khác và có mùi thơm tương tự như mùi của nho (Vitis spp.).

## Độc tính
Tất cả các loài tử đằng đều chứa một saponin được gọi là wisterin trong vỏ, cành, quả đậu, rễ và hạt. Vẫn tồn tại tranh luận về việc liệu những bông hoa của chúng có độc hay không. Một loại nhựa độc và chưa rõ cũng có mặt. Ngộ độc từ tử đằng có thể xảy ra khi ăn 1-2 quả và dẫn đến viêm dạ dày ruột từ nhẹ đến nặng, buồn nôn, nôn mửa thường xuyên, đau bụng và tiêu chảy. Điều này có thể dẫn đến mất nước và trụy ở những ca nghiêm trọng; sự phục hồi nói chung diễn ra trong vòng 24 giờ. Nồng độ các chất độc biến động ở tất cả các bộ phận của cây và thay đổi theo mùa. Wisterin đã được chứng minh là tương tự về cấu trúc và tác dụng như alkaloid cytisine, nhưng yếu hơn. Nó có vị ngọt đắng. Giống như Laburnum chứa cytisine, lá của nó đôi khi được dùng thay thế thuốc lá.
Canavanine là một thành phần α-amino-axit phổ biến được tìm thấy trong hạt của tất cả các loài Wisteria. Nó đóng vai trò như một hợp chất bảo vệ chống lại động vật ăn cỏ và cung cấp nguồn nitơ quan trọng cho phôi thực vật đang phát triển. Độc tính của canavanine là do cấu trúc của nó rất giống với L-arginine, điều này có thể dẫn tới việc một sinh vật kết hợp nó vào các protein thay cho L-arginine và dẫn đến việc sản xuất các protein khác thường, có thể không hoạt động bình thường trong cơ thể.

## Hình ảnh

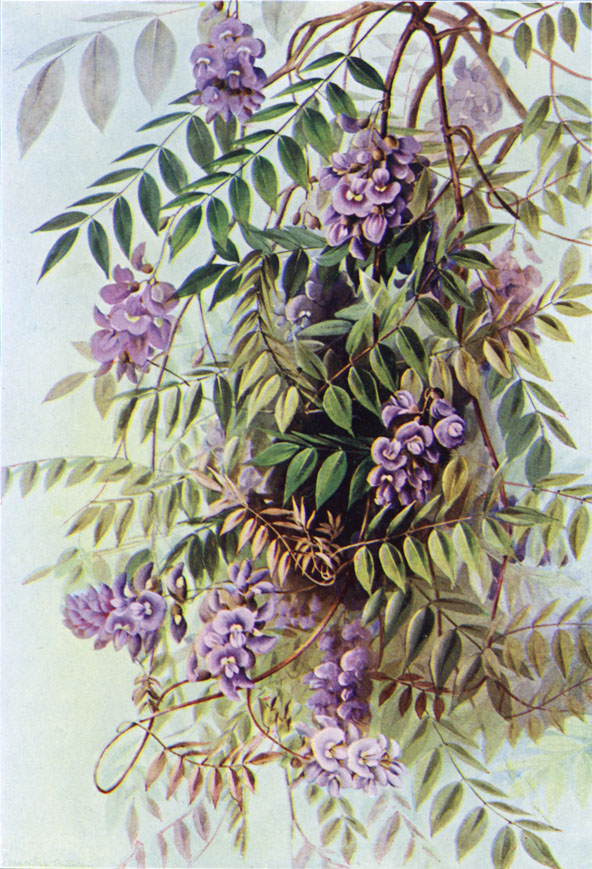
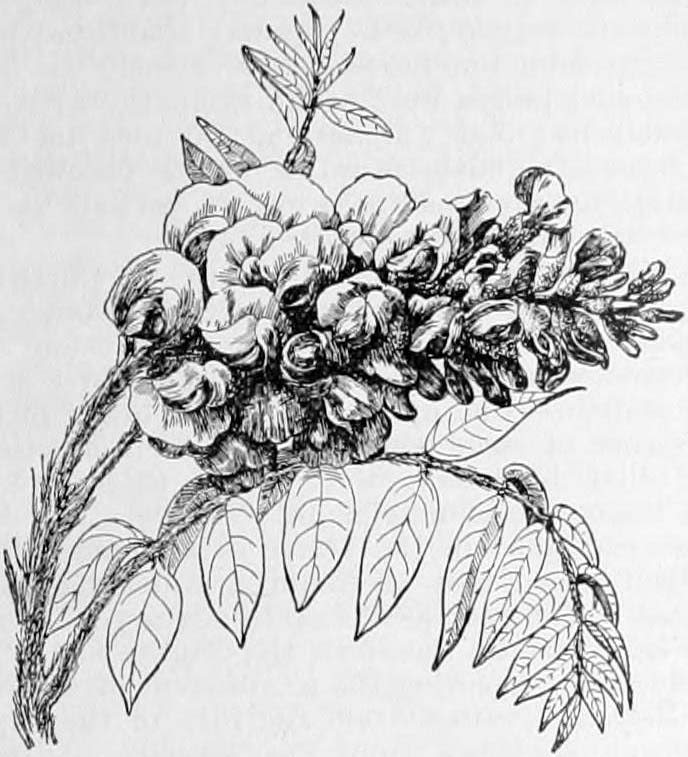
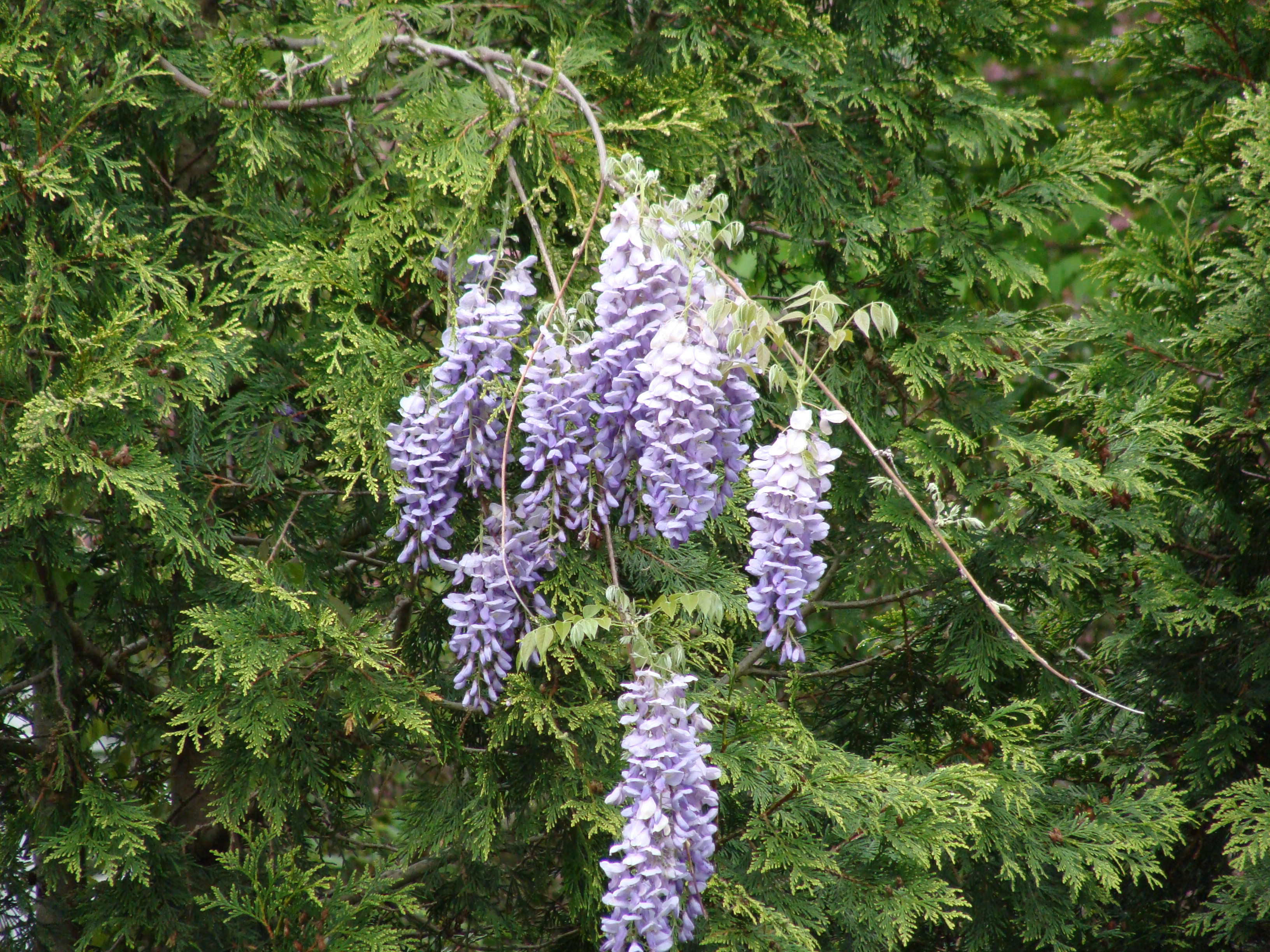
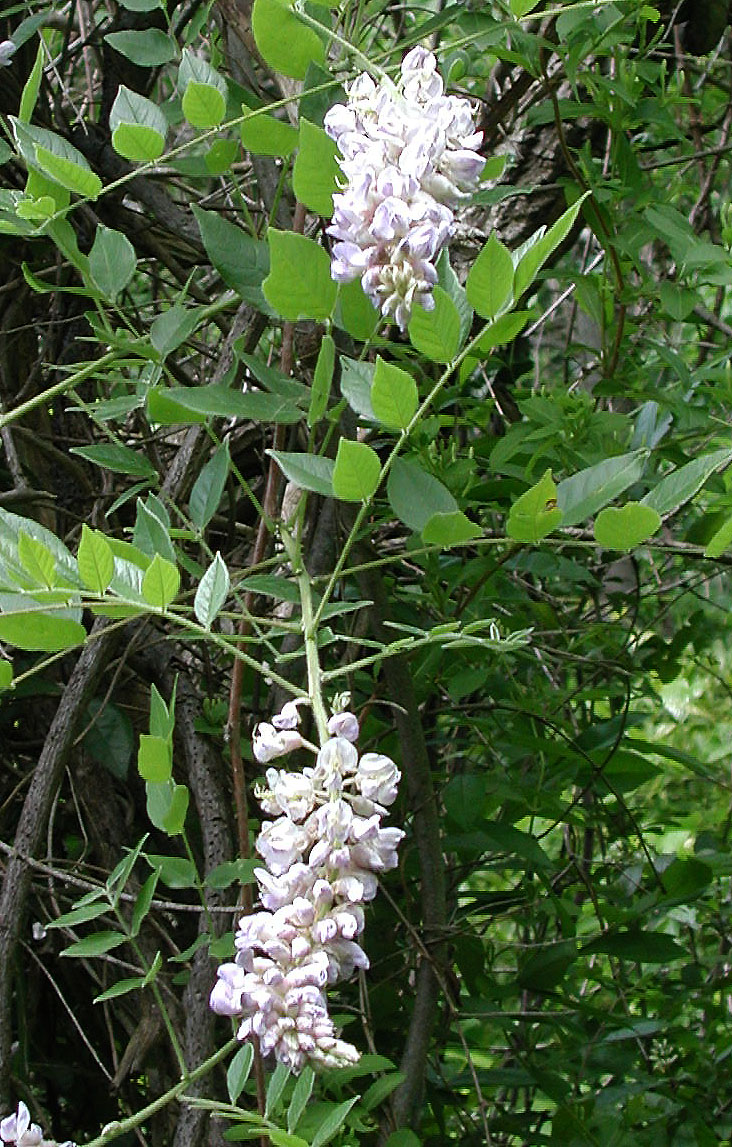
W. frutescens subsp. macrostachya
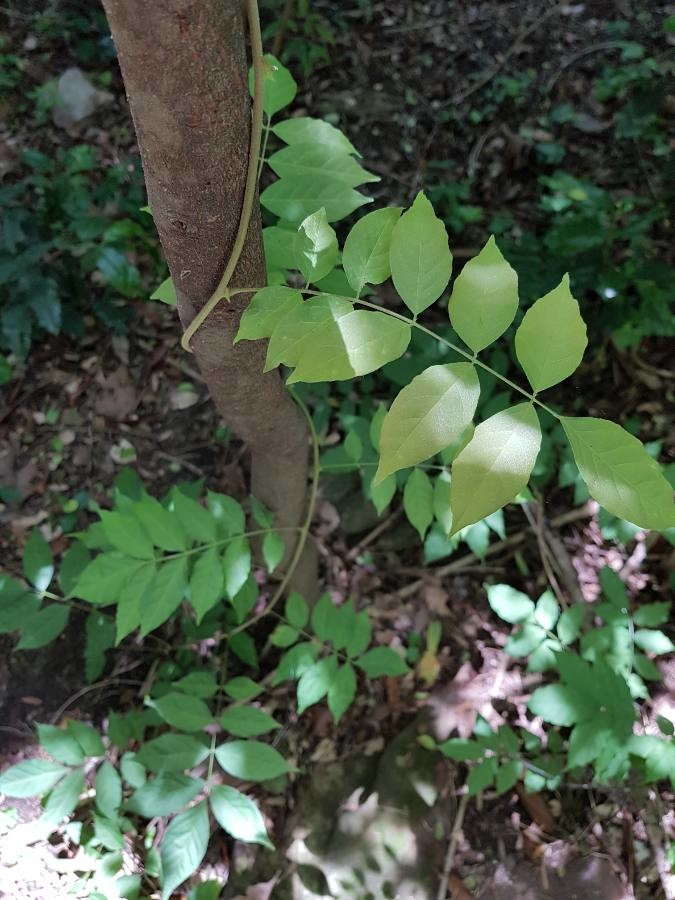
Lá
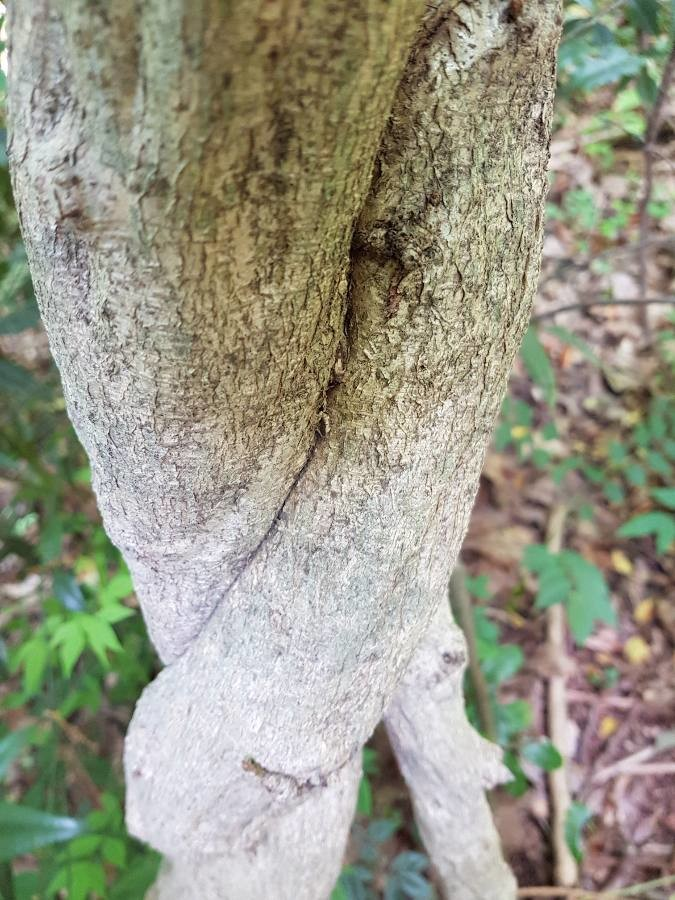
Thân cây